# (6786) Doudantsutsuji
(6786) Doudantsutsuji (1991 DT) – planetoida z grupy pasa głównego asteroid okrążająca Słońce w ciągu 5,52 lat w średniej odległości 3,12 j.a. Odkryta 21 lutego 1991 roku.